# Idaea sylvestraria
Idaea sylvestraria là một loài bướm đêm thuộc họ Geometridae. Nó được tìm thấy ở châu Âu.
Loài này có sải cánh dài 20–23 mm. Con trưởng thành bay in tháng 7 và tháng 8.

## Hình ảnh

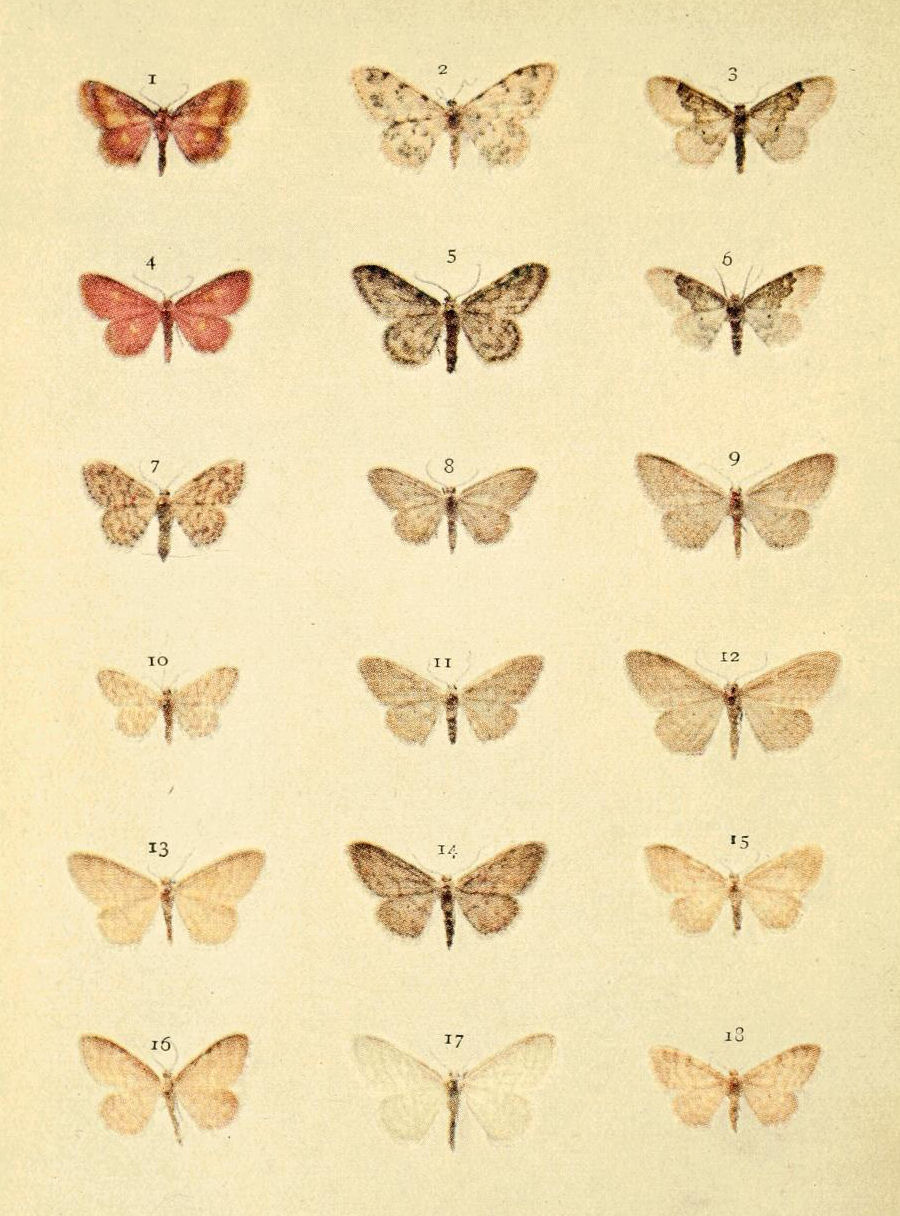
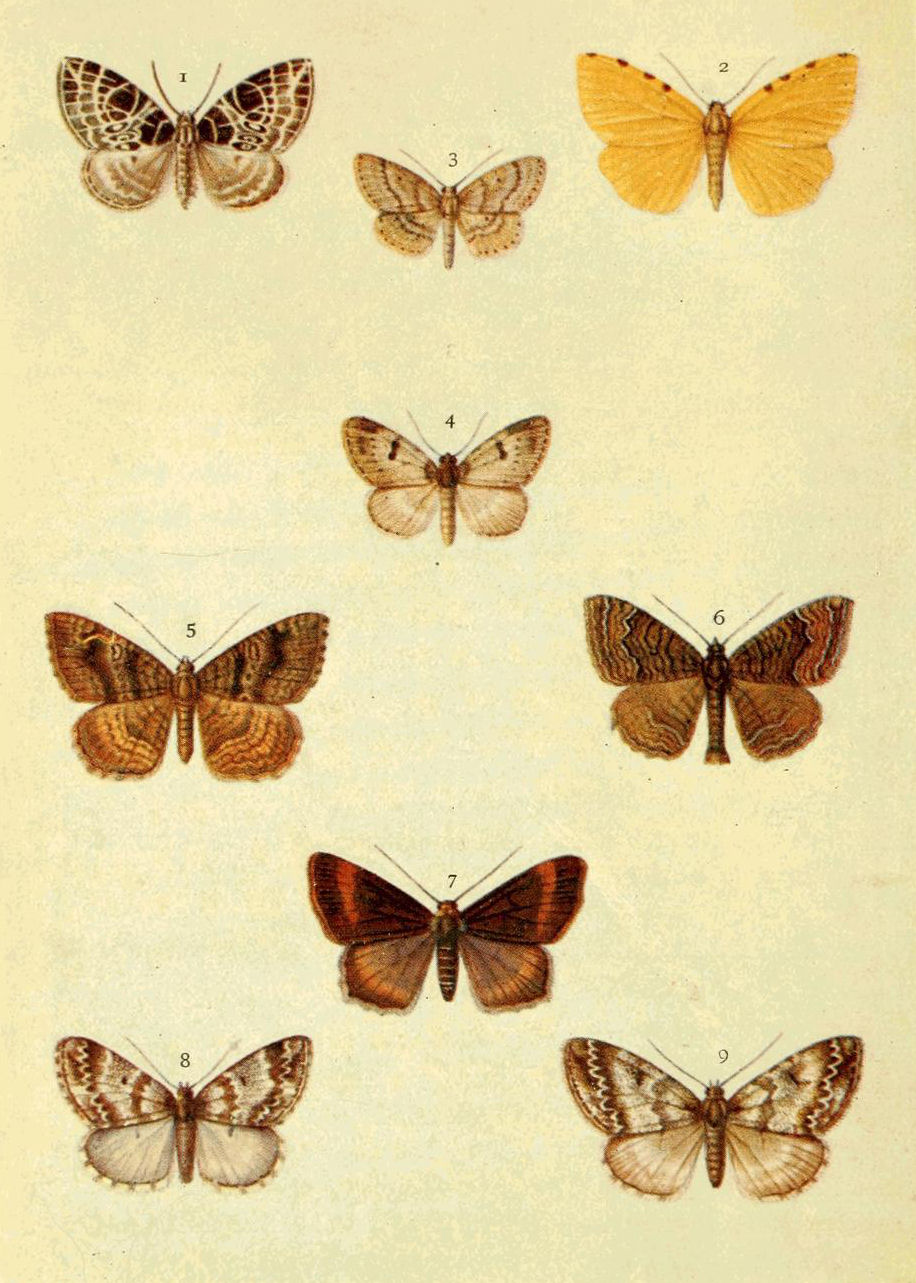